# Aretha Brown
Aretha Brown, o Aretha Stewart-Brown (Melbourne, 11 de noviembre de 2000), es una activista juvenil, comediante, artista y ex primera ministra del Parlamento Nacional de la Juventud Indígena australiana.
Brown ha dado charlas, discursos y ceremonias de reconocimiento de países para varias organizaciones, incluidas ACTU, Landcare, Minus 18, Melbourne University, Jesuit Social Services, One Tree Foundation, Mission Australia, The Australian Shrine of Remembrance, Triple J y para el Australian College of International Surgeons.

## Biografía
Brown nació en Melbourne el 11 de noviembre de 2000. Es hija del cantante de rock Paul Stewart, de los Painters and Dockers, y de la artista indígena contemporánea Donna Brown.
La familia se trasladó a la pequeña comunidad de Nambucca Heads, en el norte de Nueva Gales del Sur, para estar más cerca de su clan Gumbaynggirr, durante su primera infancia. Más tarde regresaron a Melbourne para la educación de Aretha en la Williamstown High School. En 2019 comenzó la carrera de Bellas Artes en la Universidad de Melbourne.

## Arte y activismo
El arte de Brown se inspira en su hogar en los suburbios occidentales de Melbourne y en su viaje como adolescente queer. Su primer cuadro «Time is on our Side, You Mob» 2018 fue seleccionado para la exposición Top Arts 2019 en la Ian Potter Centre: NGV Australia.
La exposición muestra la exploración de temas contemporáneos por parte de artistas jóvenes.
La producción de Brown en arte callejero y murales se extiende a la representación internacional de las artes indígenas australianas, por ejemplo en el Consulado de Australia en Nueva York y en la Embajada de Australia en Delhi.
En 2014, Brown fue seleccionada para asistir al centenario del desembarco de Gallipoli en Turquía, como representante del Estado australiano, en reconocimiento a los militares indígenas que lucharon durante la Primera Guerra Mundial.
En 2017, Brown se dirigió a unos 50.000 manifestantes en Melbourne el Día de Australia en una concentración por el Día de la Invasión, en la que pidió que se cambiara la fecha de la fiesta nacional. Desde entonces, ha intervenido en la marcha de 2018 y en otros actos y marchas de la NAIDOC. Brown también asistió al Parlamento Nacional de la Juventud en Canberra, donde fue elegida por 60 de sus pares como la primera joven indígena primera ministra de Australia. En este cargo, conoció al Primer Ministro Malcolm Turnbull, al líder de la oposición Bill Shorten y al Gobernador General Sir Peter Cosgrove. Tim Watts, diputado local de Brown, felicitó públicamente a Brown en la Cámara de Representantes por sus logros.
Ha aparecido en ABC Radio Melbourne, en el programa nacional ABC News Breakfast y en NITV hablando de sus logros en Canberra. En 2017, Brown apareció en el documental de la cadena ABC Advice to My Twelve Year Old Self, sobre las mujeres líderes de Australia.